# 데니즈 우구르
데니즈 우구르(Deniz Ugur, 1973년 10월 17일 ~ )는 터키의 배우, 각본가, 작가이다. 오페라 가수 메테 우구르와 발레리나 수나 우구르의 무남독녀이다.